# Sông Đak Xa Wong
Đăk Xa Wong là phụ lưu bên bờ phải của Sông Ba. Đăk Xa Wong chảy ở huyện Đak Pơ tỉnh Gia Lai, Việt Nam .

## Dòng chảy
Đăk Xa Wong khởi nguồn từ các suối ở vùng đèo Mang Yang xã Hà Tam huyện Đak Pơ tỉnh Gia Lai, chảy uốn lượn về hướng đông nam.
Đến Làng Keo xã Yang Bắc sông đổ vào Sông Ba .

## Chỉ dẫn
1. ↑  Trong tiếng các dân tộc thuộc nhóm ngôn ngữ Môn-Khmer ở Tây Nguyên và trong tiếng Việt cổ (trước thế kỷ 16, xem Chữ Nôm) thì đăk đã có nghĩa là nước, sông, suối, còn krông nghĩa là sông. Trong tiếng một số dân tộc Tây Nguyên khác thì ea/ia có nghĩa là nước, sông, suối.